# World Cyber Games 2004

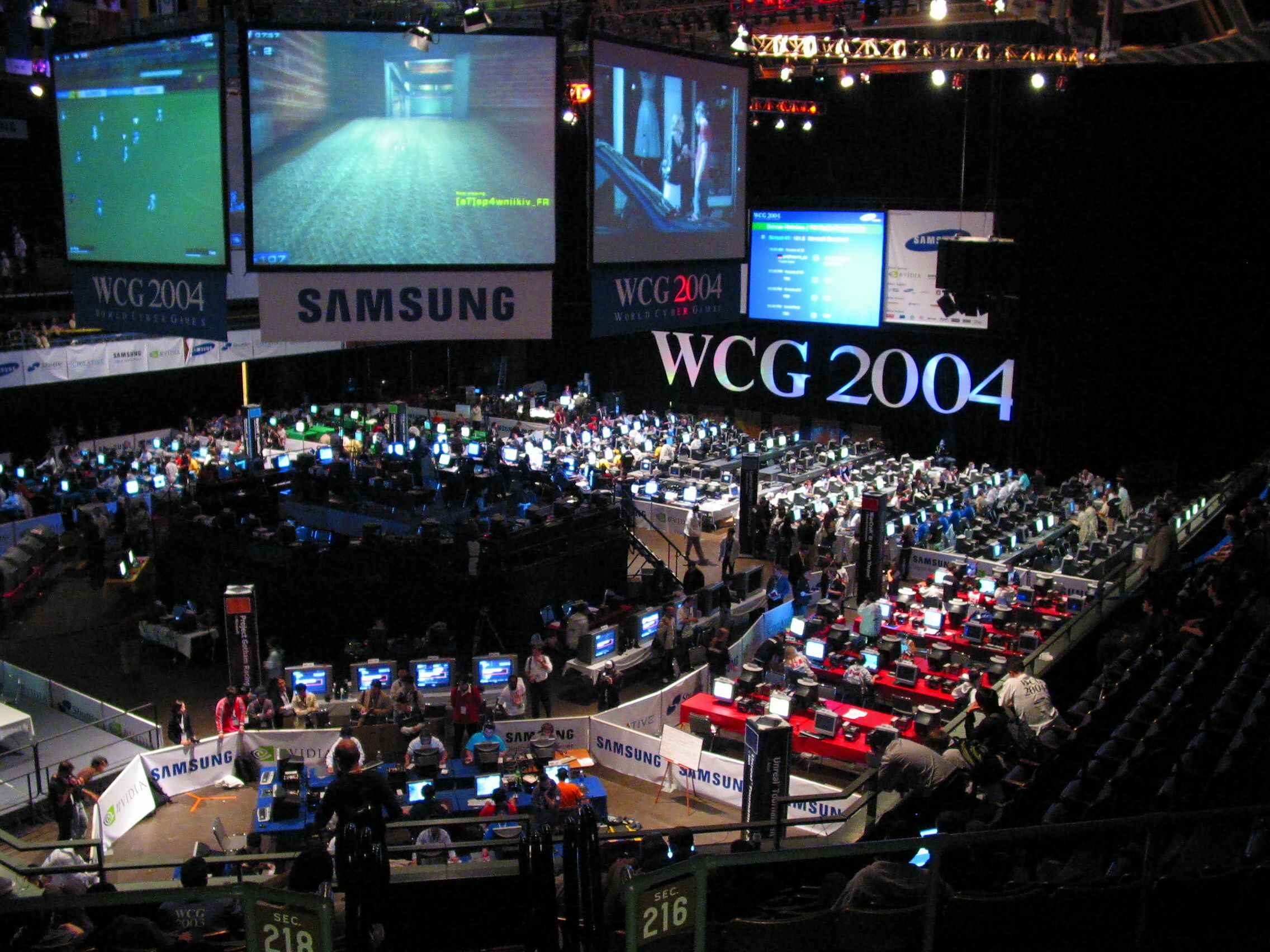
Auditorium dei World Cyber Games 2004 a San Francisco

I World Cyber Games 2004 si sono svolti a San Francisco, Stati Uniti dal 6 ottobre al 10 ottobre 2004. È stato il primo evento al di fuori della Corea del Sud.

## Giochi ufficiali

### PC
- Counter-Strike: Condition Zero
- FIFA Football 2004
- Need for Speed: Underground
- StarCraft: Brood War
- Unreal Tournament 2004
- Warcraft III: The Frozen Throne

### Xbox
- Halo: Combat Evolved
- Project Gotham Racing 2

## Risultati
| 2004                        | Gold         | Silver       | Bronze      | 4th            |
| Counter-Strike              | Team 3D      | Titans       | MaveN       | SK Gaming      |
| FIFA 2004                   | Volcano      | g3x.Carrico  | aL_smeyer   | aL_BroDo       |
| Need For Speed: Underground | [pG]Sliver   | LordOfGround | andinhovsen | IMKrzycho      |
| Unreal Tournament 2004      | fnatic.Lauke | mouz.Burnie  | Chip_MasK   | GitzZz         |
| WarCraft III                | 4K.Grubby    | SK.Zacard    | 4K.ToD      | mTw.Shortround |
| StarCraft                   | XellOs[yG]   | Midas[gm]    | BeasT       | Androide       |
| Halo                        | Zyos         | Junior       | Walshy      | Shanky         |
| Project Gotham Racing 2     | KingTuur     | Sackl        | Prooff      | XyRuS          |

## Medagliere
| Nazione       | O | A | B |
| ------------- | - | - | - |
| Paesi Bassi   | 3 | 0 | 1 |
| Corea del Sud | 2 | 3 | 1 |
| Stati Uniti   | 2 | 0 | 1 |
| Germania      | 1 | 1 | 1 |
| Brasile       | 0 | 1 | 1 |
| Austria       | 0 | 1 | 0 |
| Canada        | 0 | 1 | 0 |
| Danimarca     | 0 | 1 | 0 |
| Bulgaria      | 0 | 0 | 1 |
| Francia       | 0 | 0 | 1 |
| Ucraina       | 0 | 0 | 1 |